# Manufaktúra (kézi gyártómű)
A manufaktúra munkamegosztáson alapuló árutermelő kisüzem, melyben a termelőeszközöket és az alapanyagokat a tulajdonos biztosítja, a megmunkálást pedig bérmunkások végzik.
Manapság manufaktúra alatt olyan művészi tárgyak elkészítését is értik, amelyek gyárban, műhelyben (iparilag) készülnek ugyan, ám jelentős kézi munka, némi kézműves jelleg testesül meg bennük. Ilyen termékek például a porcelán, a kerámia és egyes textíliatermékek, illetve a különleges, csak egyedileg gyártható tárgyak, hangszerek, orgonák stb.

## A szó eredete
A manufaktúra szó a latin manus (kéz) + facere (csinálni) szavak összetételéből származik 

## Típusai
Szervezési módja szerint a manufaktúrának  két formáját lehet megkülönböztetni: a szétszórt és a központi manufaktúrát.

## Története
Az első manufaktúrák Európában a 14. században jelentek meg, és fokozatosan felváltották az addig elsősorban céhes keretekben szerveződő illetve háziipari megmunkáláson alapuló kézművességet.
A 17-18. század folyamán a manufaktúra  az ipari vállalkozásnak a gyáripart megelőző formája volt.  A vállalkozó a munkásnak feldolgozásra szánt anyagot és gépeket (pl. szövőszéket), valamint eszközöket biztosított. A munkásnak munkabért fizetett. A kész áruval a vállalkozó rendelkezett, saját hasznára és kockázatára. Egyes iparágakban a munkás otthon dolgozott, másokban közös műhelyben többen együtt. A fejlődés további alakja a gyáripar, itt a munkás a motoros erővel hajtott munkagépek mellett gyakran egészen gépies kezelő szerepet végez. Némely iparágban, otthonmunka formájában, ma is uralkodó a manufaktúra (konfekcióipar).
Karl Marx A tőke című művében "A manufaktúra kettős eredete" alfejezetben részletesen foglalkozott a manufaktúrák kialakulásával. Ezt a gondolatmenetet a marxista közgazdasági irodalom átvette. 
Marx rámutatott, hogy az  egyszerű tőkés kooperációból kifejlődött olyan tőkés nagyüzem, ahol a termelés alapja még a kézi munka volt, ám az üzemen belül már munkamegosztás volt és széles piacra termelnek.
Bár manufaktúrák egyes kikötővárosokban és szárazföldi fő kereskedelmi központokban már a 14. században létrejöttek, ezek fénykora a 16. század második felétől a 18. század utolsó harmadáig tartott.
A tőkés manufaktúrák kétféle módon alakultak ki:
- a) a tőkések a késztermék előállítására különböző szakmájú munkásokat (tönkrement kisárutermelőket) alkalmaztak, akik meghatározott sorrendben végezték el az egyes termelési folyamatokat (pl. kikészítő manufaktúra);
- b) azonos szakmájú munkásokat foglalkoztattak, akik a közös munka során egyes esetekben egy-egy részfeladatot végeztek el, néhol viszont csak egy művelet egyetlen mozdulatát, mint például a tűkészítő manufaktúrákban.[6]

### Colbert és merkantilisták
A francia merkantilizmus Jean-Baptiste Colbert nevéhez fűződik. Hívei céltudatos gazdasági intézkedéseket hoztak, új iparágakat fejlesztettek ki (szőnyeg, gobelin, tükör, selyem) és az ipari eljárások tanulmányozása céljából külföldre küldtek szakembereket. Colbert állami manufaktúrákat szervezett, főként a spanyol piacra termelő textil, hintó, gobelintermelő ipari üzemeket – azonban az állami tulajdonban lévő manufaktúrák nem működtek hatékonyan.

### Manufaktúra és a gyáripar
A munkamegosztás a manufaktúrában mind horizontális, mind vertikális lehetett. Mindez nagy fejlődést jelentett az egyszerű tőkés kooperációhoz, de főként a kisárutermeléshez képest, ugyanis fokozta a munka termelékenységét, csökkentette a munkaidő-veszteségeket és elvezetett a munkaeszközök specializációjához. A belső és külső piacok bővülése szükségessé tette, a manufaktúra pedig előkészítette a gépi nagyiparra való áttérést.
Magyarországon a kapitalizálódás gyarmati helyzetből fakadó nehézségei miatt az első manufaktúrák későn, csak a 18. század elején alakultak ki. A 18. század végén is csak kb. 100 manufaktúra működött.
A manufaktúrában a gépészeti berendezések általában minimálisak, és a munkavégzés nagyrészt kézi munkával, folyamatos munkamegosztással történik. Ezzel szemben a gyár  jelentős mértékben gépekből (számviteli értelemben befektetett eszközökből) áll, ami lehetővé teszi a termelékenység növelését. (Wikipédia:Gyár szócikke)

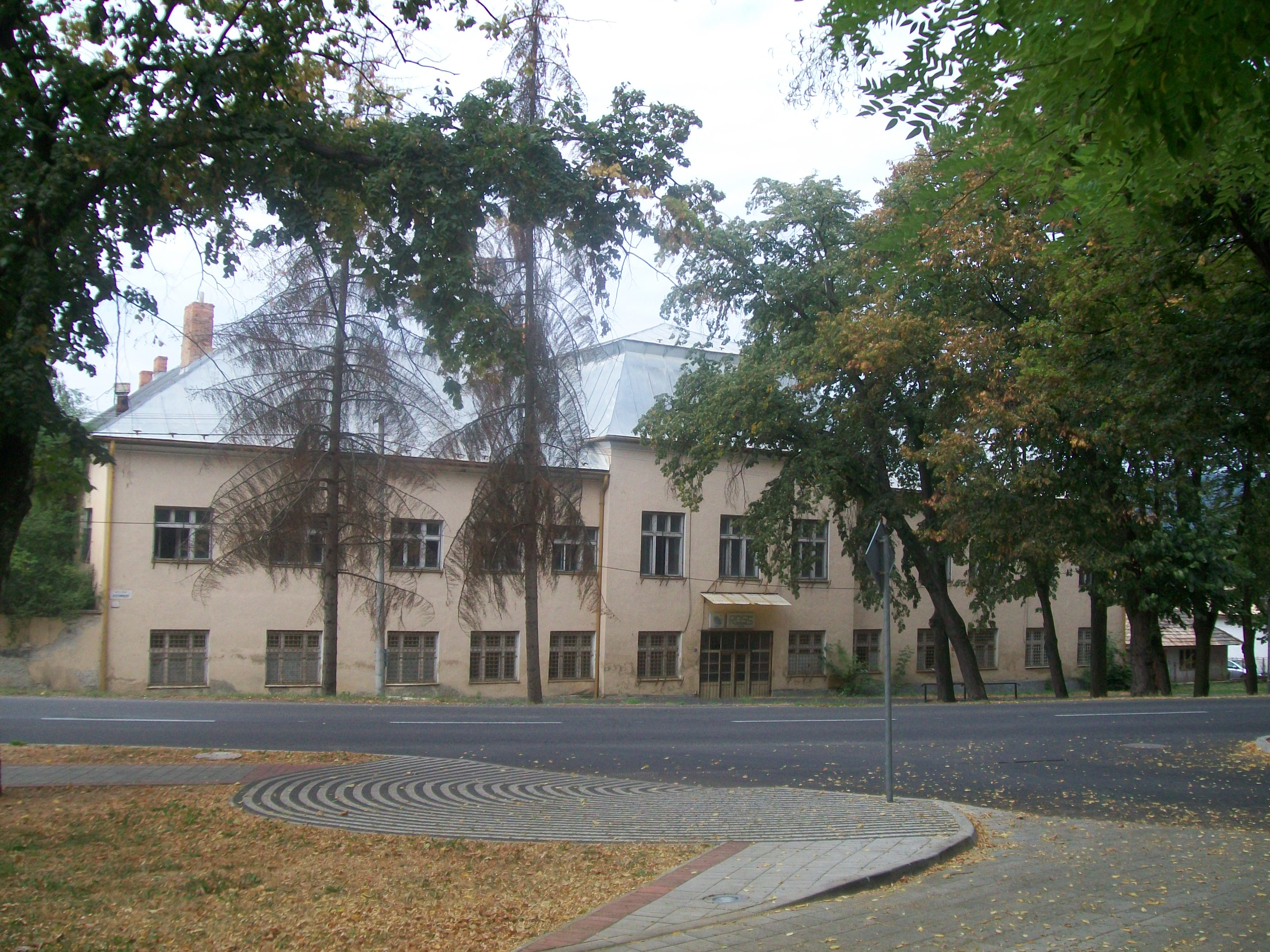
A gácsi manufaktúra épülete napjainkban

## Manufaktúrák Magyarországon
1765-ben Gácson gróf Forgách János (?) alapította meg az ország első posztó-manufaktúráját.
Még az ipari forradalom idején is főként fejletlen manufaktúrák voltak Magyarországon.  1848-ig csak néhány gyárunk volt.

## Manufaktúrák és autógyártás
Az autógyártás a 19. század végén manufakturális körülmények között fejlődött. Külön manufaktúra készítette a motoros alvázakat és másik manufaktúra (a kocsigyártók utódai) állították elő a karosszériákat. A manufaktúrák mellett Henry Ford, André Citroën és mások működése nyomán közvetlenül az első világháború előtt illetve után megjelentek az autógyárak, amelyek sorozatgyártásra voltak képesek.
Egészen a 21. századig fennmaradt azonban a kisszériás modellek manufakturális előállítása. Ennek példája a brit Morgan cég, amely máig kézi munkára alapozza exkluzív modelljeinek előállítását. A folyamat az asztalosüzemmel indul, ahol a karosszériát az alvázhoz rögzítő tölgyfa segédkeretet készítik.